# Ectoedemia erythrogenella
Ectoedemia erythrogenella là một loài bướm đêm thuộc họ Nepticulidae. Nó được tìm thấy ở bờ biển của miền nam Đảo Anh và miền tây Pháp to bán đảo Iberia, Corse, Sardegna, Sicilia, Hy Lạp và Cộng hòa Síp.
Sải cánh dài từ 4.1-5.6mm. Con trưởng thành bay từ tháng 5 đến tháng 7. Mỗi năm có một thế hệ
Ấu trùng ăn Rubus sanguineus và Rubus ulmifolius. Chúng ăn lá nơi chúng làm tổ. 